# Czeriomuszki (obwód kurski)
Czeriomuszki (ros. Черёмушки) – osiedle typu wiejskiego w zachodniej Rosji, centrum administracyjne sielsowietu lebiażenskiego w rejonie kurskim (obwód kurski).

## Geografia
Miejscowość położona jest 10 km na południowy wschód od Kurska, 5,5 km od trasy europejskiej E38 (Ukraina (Głuchów) – Rosja (Rylsk, Kursk, Woroneż, Borisoglebsk, Saratów, Jerszow) – Kazachstan (Uralsk, Kyzyłorda, Szymkent)).
We wsi znajdują się ulice: Bieriegowaja, Polewaja i Stiepnaja (187 posesji).
Klimat
Miejscowość, jak i cały rejon, znajduje się w strefie klimatu kontynentalnego z łagodnym ciepłym latem i równomiernie rozłożonymi opadami rocznymi (Dfb w klasyfikacji klimatów Köppena).
|                            | Sty  | Lut  | Mar  | Kwi | Maj  | Cze  | Lip  | Sie  | Wrz  | Paź  | Lis  | Gru  |
| -------------------------- | ---- | ---- | ---- | --- | ---- | ---- | ---- | ---- | ---- | ---- | ---- | ---- |
| Najwyższe temperatury (°C) | -4,1 | -3,1 | 2,8  | 13  | 19,4 | 22,7 | 25,4 | 24,7 | 18,2 | 10,6 | 3,4  | -1,2 |
| Najniższe temperatury (°C) | -8,7 | -8,8 | -4,9 | 2,6 | 9    | 12,9 | 15,8 | 14,9 | 9,7  | 3,9  | -1,2 | -5,3 |
| Opady (mm)                 | 50   | 43   | 46   | 48  | 60   | 68   | 70   | 54   | 57   | 57   | 45   | 48   |
| Ilość dni z opadami        | 8    | 8    | 8    | 7   | 8    | 8    | 9    | 6    | 6    | 7    | 7    | 8    |

## Demografia
W 2010 r. osiedle zamieszkiwało 1050 osób.